# O fermă în spatele unui gard
O fermă în spatele unui gard este o pictură din 1904 realizată de pictorul neerlandez Piet Mondrian. A fost finalizată la începutul carierei sale, în 1904, când „artistul s-a rupt brusc de viața sa anterioară și a intrat în izolare rurală în Brabant, o provincie din sudul Olandei.” A pictat numeroase pânze pe o temă rurală: „în primele sale apariții publice ca artist profesionist, Mondrian a fost mai preocupat de furnizarea unui produs care să se vândă decât de definirea stilului său personal”.
Aceste picturi au fost realizate înainte ca el să dezvolte abordarea abstractă mai familiară astăzi din cadrul mișcării De Stijl. Cu toate acestea, pictura arată începutul evoluției lui Mondrian: în această perioadă „a realizat picturi cu subiecte tradiționale - ferme neerlandeze, mori de vânt, râuri și păduri - dar a redat aceste teme într-un mod foarte netradițional ... [el] și-a compus reprezentările, mai degrabă, din planuri abstracte îndrăznețe și tușe largi de culoare saturată”.
Deși există o semnătură în colțul din stânga jos al pânzei, pictura i-a fost atribuită lui Mondrian abia în 2004, de istoricul de artă Joop Joosten. Pictura a fost adăugată la colecția Kunstmuseum, Haga, Țările de Jos în 2020. A fost achiziționată dintr-o colecție privată aflată în Hoorn.